# ایمی ساکورا
ایمی ساکورا (元川 恵美 Motokawa Emi, زاده ۱۴ اکتبر ۱۹۶۷) کشتی‌گیر حرفه ای ژاپنی است. ساکورا پس از شروع کار خود در انجمن بین‌المللی کشتی ژاپن در اوت سال ۱۹۹۵، برای چندین تبلیغ در سراسر ژاپن کار کرد، پیش از آنکه در اوایل سال ۲۰۰۶ به روبان یخی پیوند عناوین بی شماری را کسب کرد. ساکورا نه تنها برای ارتقاء کشتی، بلکه مسئولیت آموزش کشتی گیران را نیز به عهده داشت، جایی که او دو بار به عنوان قهرمان ICE×60 Champion و پنج بار قهرمانی International Ribbon Tag Team Champion را کسب کرد. در طول سال ۲۰۰۹، ساکورا نه تنها مسابقات ICE×۶۰ و مسابقات بین‌المللی تیمی روبان یخی را برگزار کرد، بلکه مسابقات قهرمانی تیم‌های Daily Sports Women و JWP Tag Team و مسابقات قهرمانی زنان NEO Single و NWA Pacific را نیز به عهده داشت که باعث شد مجله Tokyo Sports نام او را  کشتی گیر سال ۲۰۰۹ بگذارد. ساکورا پس از شش سال با روبان یخی، در ژانویه ۲۰۱۲ به دلایل شخصی این گروه را ترک کرد. ماه بعد، ساکورا مسابقات کشتی آزاد Gatoh Move Pro Wrestling را در بانکوک، تایلند تشکیل داد. در اکتبر سال ۲۰۱۲ برنده مسابقات قهرمانی وزنه‌برداری JWP شد.

## حرفه کشتی حرفه ای

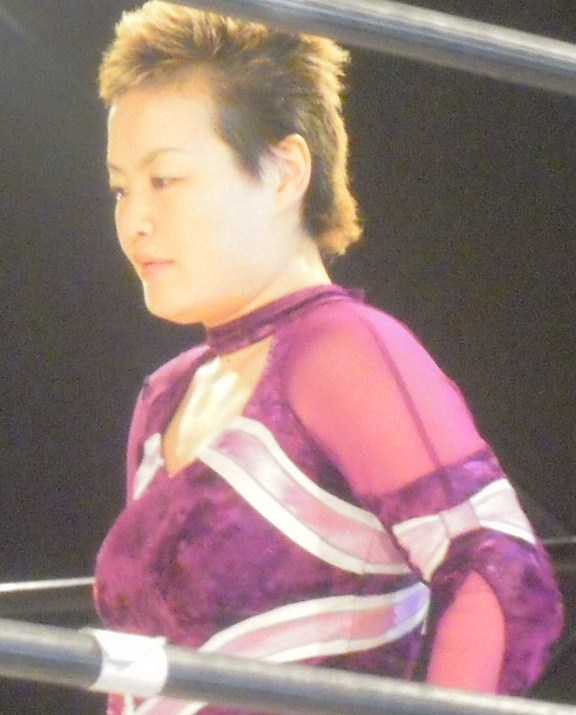
ایمی ساکورا

### IWA ژاپن و اف‌ام‌دبیلو (۱۹۹۴–۲۰۰۲)
در سال ۱۹۹۴، در سن هفده سالگی، موتوکاوا تصمیم به پیدا کردن یک شغل در کشتی حرفه ای گرفت و در نهایت در انجمن بین‌المللی کشتی ژاپن پذیرفته شد. موتوکاوا که تحت نام واقعی خود کار می‌کرد، در ۱۷ اوت ۱۹۹۵ در بازی مقابل کیوکو ایشیکی اولین بازی حرفه ای خود را در رشته کشتی‌گیری انجام داد. از آنجا که IWA ژاپن هیچ کشتی‌گیر زن دیگری نداشت، ساکورا سال اول زندگی خود را تقریباً به‌طور انحصاری با ایشیکی گذراند. در ۱۳ اوت ۱۹۹۷، او اولین قهرمانی خود را بدست آورد، در این مسابقه، لونا واچون را شکست داد تا قهرمانی زنان جهان در فدراسیون کشتی آمریکا (AWF) را کسب کند. در ۲۴ ژانویه سال ۱۹۹۸، ساکورا با پیروزی در مسابقات قهرمانی AJW، مامو ناکانیشی را شکست داد. او عنوان قهرمانی را در ۱۲ آوریل به ناکانیشی از دست داد. ۱۹ مارس ۱۹۹۹، موتوکاوا در مسابقات قهرمانی زنان جهان AWF از یوکو کوزوگی شکست خورد و پس از آن او IWA ژاپن را ترک کرد.

### گاتوکونیان (۲۰۰۲–۲۰۰۶)
در سال ۲۰۰۲، موتوکاوا به تبلیغات گاتوکونیان (GTKN) پیوست، و در آنجا برای اولین سال تنها به عنوان مربی مشغول به کار شد، قبل از بازگشت به رینگ در سال ۲۰۰۳ با نام جدید Emi Sakura شروع به فعالیت کرد. در طول سال‌های حضور در GTKN، ساکورا زمان خود را بین کشتی‌گیری و تمرین تقسیم کرد و تقریباً تمام کشتی گیران دیگر در این مسابقات بودند.
در آوریل ۲۰۰۶، ساکورا گاتوکونیان را ترک کرد تا گروه خود به نام روبان یخی را بسازد. ساکورا به آموزش کشتی گیرانی که با خود از گاتوکونیان گرفته بود، ادامه داد. روبان یخی دو نمایش اول خود را در تاریخ ۲۰ ژوئن ۲۰۰۶ برگزار کرد. ساکورا اولین مسابقه خود را برای ارتقاء در ۱۵ اکتبر انجام داد و در برابر ریهو (Riho) باخت. در سال ۲۰۰۸، ساکورا اولین بازیگری خود را انجام داد در فیلم " Three Count " حضور داشت. از بازیگران این فیلم هیکارو شیدا، میااکو ماتسوموتو و سوکاسا فوجیموتو را می‌توان نام برد.